# Pseudobotrytis terrestris
Pseudobotrytis terrestris är en svampart som först beskrevs av Timonin, och fick sitt nu gällande namn av Chirayathumadom Venkatachalier Subramanian 1956. Pseudobotrytis terrestris ingår i släktet Pseudobotrytis, ordningen Coniochaetales, klassen Sordariomycetes, divisionen sporsäcksvampar och riket svampar.   Inga underarter finns listade i Catalogue of Life.